# Челябінський державний університет
Челябінський державний університет (рос. Челябинский государственный университет) — класичний заклад вищої освіти та науково-дослідний центр в російському Челябінську, заснований у 1976 році.
Член Асоціації класичних університетів Росії.

## Історія
3 квітня 1974 року Рада міністрів СРСР прийняла постанову № 690 про створення Челябінського державного університету. 4 жовтня 1976 року відбулося його офіційне відкриття закладу у складі двох факультетів: фізико-математичного та історико-філологічного. Першим ректором призначено члена-кореспондента Академії педагогічних наук СРСР, професора Семена Матушкина.
У 1980 році відкрито п'ять факультетів: математичний, фізичний, економічний, історичний, філологічний. У 1981 році відкрита аспірантура за чотирма спеціальностями. Налагоджена спільна дослідницька робота з провідними науковими організаціями та підприємствами області, зокрема з КБ ім. Академіка В.П. Макєєва, РФЯЦ ВНДІТФ ім. академіка Є.І. Забабахіна, ПО «Маяк», Міаським машинобудівним заводом.
У 1987 році на території Челябінської області вченими університету відкрито унікальне протомісто «Аркаїм» віком понад 4 тисячі років. В цьому ж році ректором став лауреат Державної премії СРСР, доктор фізико-математичних наук, професор В.Д. Батухтін. У наступні роки кількість структурних підрозділів університету зросла до 19 факультетів, 6 інститутів, 91 кафедри.
У 1991 році почався випуск наукового журналу «Вісник Челябінського державного університету», а в Челябінську створений Челябінський науковий центр УрО РАН, в роботі якого брали активну участь вчені університету.
У 1994 році відкрита докторантура.
З 2001 року випускникам здійснюється видача єдиного європейського додатка до диплома. Університет став членом Асоціації класичних університетів Росії, Євразійської Асоціації університетів, Міжнародної асоціації університетів при ЮНЕСКО.
У 2004 році присвоєно статус окружного навчально-методичного центру з навчання інвалідів Уральського федерального округу.
Восени 2015 року порушено питання про об'єднання Челябінського державного університету з Челябінським державним педагогічним університетом зі створенням Євразійського державного гуманітарно-педагогічного університету, але сторони не дійшли згоди.
У травні 2018 року відкрито факультет фундаментальної медицини.

## Структура
Університет розміщується у восьми навчальних корпусах.
До складу університету входять:
- Інститут інформаційних технологій
- Інститут підвищення кваліфікації та перепідготовки кадрів
- Історико-філологічний факультет
- Інститут економіки галузей, бізнесу і адміністрування
- Інститут довузівської освіти
- Математичний факультет
- Фізичний факультет
- Хімічний факультет
- Факультет Євразії і Сходу
- Факультет екології
- Факультет управління
- Інститут права
- Факультет лінгвістики і перекладу
- Іакультет психології і педагогіки
- Біологічний факультет
- Факультет заочного та дистанційного навчання
- Економічний факультет
- Факультет журналістики
- Інститут міжнародної освіти
- Факультет фундаментальної медицини

Коледж, три музеї, 64 кафедри, центр « Аркаим ».
Аспірантура працює за 18 науковими спеціальностями. Діють дисертаційні ради із захисту кандидатських і докторських дисертацій.
Університет має філії у Троїцьку, Міасі та Костанаї.